# Crabairet
Crabairet (en francès Cabrerets) és un municipi francès situat al departament de l'Òlt i a la regió d'Occitània.

## Demografia
| 1962                                       | 1968 | 1975 | 1982 | 1990 | 1999 | 2007 |
| ------------------------------------------ | ---- | ---- | ---- | ---- | ---- | ---- |
| 194                                        | 242  | 236  | 213  | 191  | 203  | 231  |
| Des de 1962: població sense dobles comptes |      |      |      |      |      |      |

## Administració
| Període   | Identitat     | Partit |
| --------- | ------------- | ------ |
| 1995-2001 | Hubert Hurien |        |
| 2001-2004 | Henri Nouyrit |        |
| 2004-     | Alain Mocelon |        |